# Rousselia
Rousselia es un género botánico con 5 especies de plantas de flores perteneciente a la familia Urticaceae.

## Especies seleccionadas
- Rousselia cybensis
- Rousselia erratica
- Rousselia humilis
- Rousselia impariflora
- Rousselia lappulacea